# Jan Hendrik Schön
Jan Hendrik Schön (født 1970), østrigsk fysiker. Schön opnåede kortvarig berømmelse efter en række forskningsgennembrud som senere viste sig at være resultat af videnskabelig uredelighed.
Inden han blev afsløret havde Schön modtaget Otto-Klung-Weberbank Prize i fysik og Braunschweig Prize i 2001, samt Outstanding Young Investigator Award uddelt af Materials Research Society i 2002, som alle trukket tilbage.
Affæren førte i det videnskabelige samfund til diskussion om det ansvar, der påhviler medforfattere og kritikere af videnskabelige artikler. Det er blevet opfattet som stærkt foruroligende at hverken medforfattere eller deltagere i peer review-processen havde opdaget Schöns bedrag.
Schöns forskningsområde var faststoffysik og nanoteknologi. Han fik en Ph.d. fra universitetet i Konstanz i 1997 og blev i december 2000 ansat af Bell Labs.
I perioden 1998 til sommeren 2001 var Schön medforfatter til en videnskabelig artikel i gennemsnit hver 8. dag. I 2001 offentliggjorde han i Nature at han havde fremstillet en transistor på molekylært niveau, et regulært gennembrud med radikal betydning for fremtidens computere og elektronik.
Kort efter opdagede flere fysikere, at Schöns data indeholdt anomalier, at de forekom for nøjagtige, og at de var i modstrid med fundamentale antagelser i den moderne fysik. Det blev bl.a. fundet, at eksperimenter udført ved forskellig temperatur havde samme støj.
I maj 2002 bad Bell Labs professor Malcolm Beasley fra Stanford University om at være formand for en komite der skulle undersøge mulig videnskabelig uredelighed. Komiteen udsendte spørgeskemaer og lavede interviews med Schöns medforfattere, og forsøgte at undersøge Schöns originale rådata. Imidlertid var alle Schöns data fra laboratoriet "gået tabt", og Schön havde ingen noter.
I september 2002 udgav komiteen sin rapport. Rapporten dokumenterede 16 tilfælde af videnskabelig uredelighed og forfalskede data. Rapporten konkluderede, at kun Schön havde begået bedraget. Der blev dog stillet spørgsmål ved, om en række væsentlige medforfattere, specielt Bertram Batlogg som var leder af Schöns forskningsenhed, burde have anet uråd.
Bell Labs afskedigede Schön samme dag de modtog rapporten. I oktober 2002 trak Science otte arikler af Schön (og andre) tilbage. I marts 2003 trak Nature syv artikler af Schön (og andre) tilbage.
Forskere ved det tekniske universitet i Delft og Thomas J. Watson Research Center har siden foretaget eksperimenter af samme art som Schöns. Schöns resultater har ikke kunnet reproduceres.
Schön blev af universitetet i Konstanz frataget sin doktorgrad i juni 2004.